# 庫捷伊尼科沃

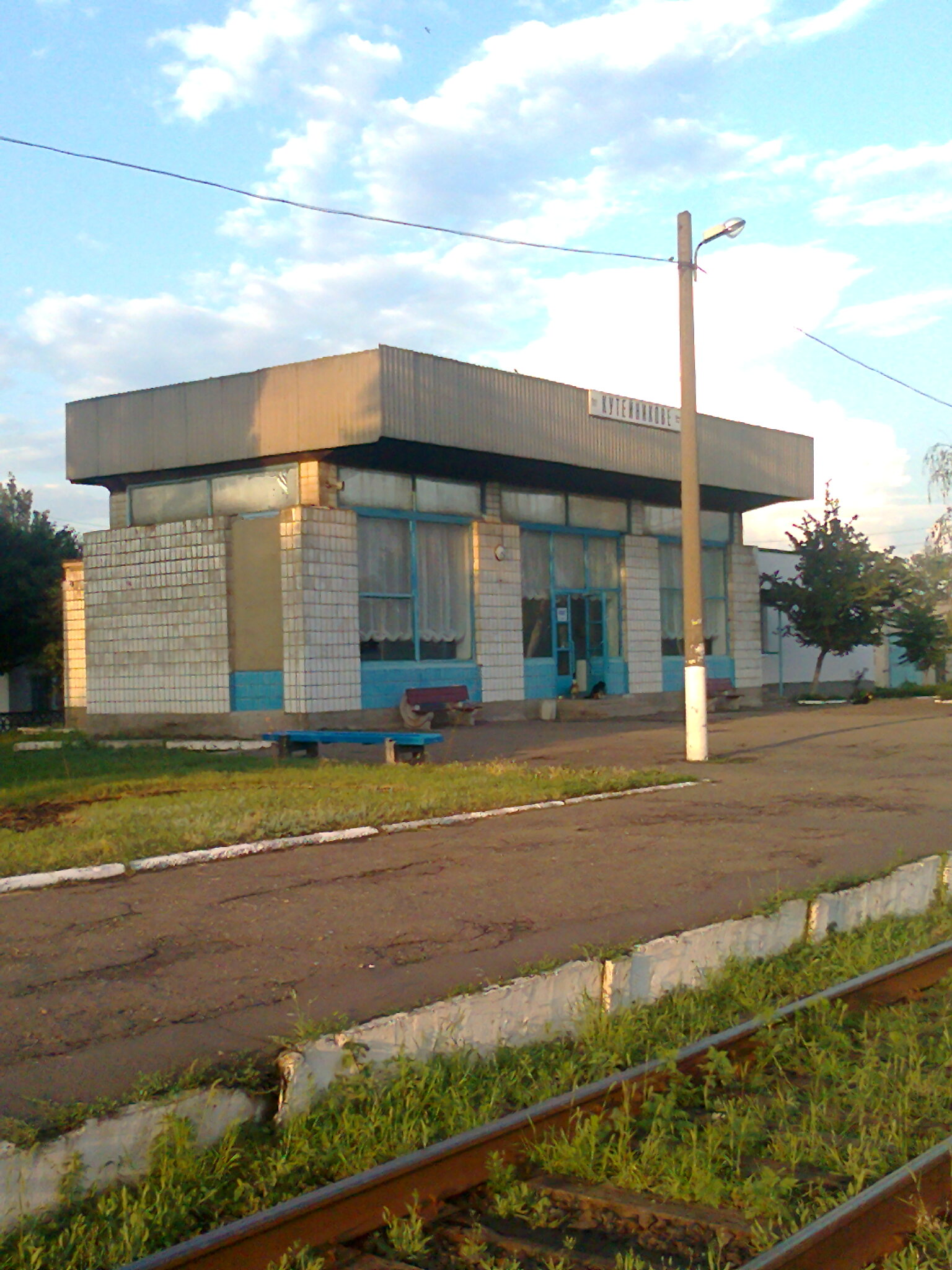
火车站

库捷伊尼科沃（羅馬化：Kuteynikovo），烏克蘭當局称波波瓦巴尔卡（羅馬化：Popova Balka），法理上是烏克蘭東部頓涅茨克州顿涅茨克区伊洛瓦伊斯克市镇的鎮。始建於1878年，海拔高度186米，2011年人口1,767。
2024年9月19日乌克兰最高拉达将此镇改名为“波波瓦巴尔卡”。